# Пружанське гето
52°33′24″ пн. ш. 24°27′52″ сх. д. / 52.556666° пн. ш. 24.464444° сх. д.
Пружанське ге́тто (біл. Пружанскае гета) — єврейське гето в період Другої світової війни, створене нацистською Німеччиною в Пружанах у період окупації Білорусі.

## Створення
Пружани окупували 23 червня 1941 року, а 10 липня у місті з'явилося гестапо та польська поліція. Поліцаї одразу ж видали німцям 18 євреїв, які «співпрацювали з більшовиками» (хоча серед них були люди, які до цього не мали жодного стосунку). Їх розстріляли.
15 липня німецька влада видала наказ про необхідність створенняя протягом трьох днів юденрату у складі 5 осіб. За невиконання цієї вимоги погрожували розстріляти 100 осіб. У перший склад юденрату увійшли Завель Сегель (англ. Zavel Segel), який встиг пожити у Гданську і знав німецьку мову; Велвель Шрайбман, Лявицький, Штрайхер та Меїр Моціл.
Пізніше, зі створенням гето, кількість членів юденрату збільшилася до 24. Керівником юденрату став Іцхак Яновіч, сіоніст та досить багата людина (страчений у газовій камері в Аушвіці 2 лютого 1943 року разом з жінкою Валею та сином Мордехаєм). Зеєв Шрайбман став заступником, Еліезер Шеїн з Лодзі — головним помічником. Завель Сегель відповідав за зв'язок з окупаційною владою, Шльома Юдевич займався розподілом їжі. Серед інших членів юденрату були також лікарка Гольдфайн зі шпиталю, який знаходився у будинку колишньої польської гімназії, з чоловіком; редактор сіоністської газети «Пружэнэр штыме» Абрагам Брестський.
20 липня гестапо зажадало від юденрату протягом наступних трьох днів зібрати два кілограми золота, десять кілограмів срібла і 500 000 радянських рублів. Попри деяке задоволення працею юденрату (він намагався вгамувати протести євреїв та запрошував до «порядку»), місцеві жителі не вважали його членів зрадниками. Для переймання досвіду пружанського юденрату навідувались навіть євреї з Білостока, Слоніма, Пінська, Берестя та інших місць.